# Lanzahíta
Lanzahíta – gmina w Hiszpanii, w prowincji Ávila, w Kastylii i León, o powierzchni 33,67 km². W 2011 roku gmina liczyła 938 mieszkańców.